# María José Pons Gómez
María José Pons Gómez, coneguda esportivament com a Mariajo, (Sabadell, Vallès Occidental, 8 d'agost de 1984) és una exfutbolista catalana que jugà com a portera.
Va començar a jugar al Centre d'Esports Sabadell, amb el qual va guanyar una Copa de la Reina el 2003. Al llarg de la seva carrera esportiva, va jugar en diversos equips de la màxima categoria estatal, Futbol Club Barcelona (2003-05), Llevant UE (2005-09), aconseguint un títol de Lliga i una Copa de la Reina, i Reial Club Deportiu Espanyol (2009-2013), guanyant dues Copes de la Reina. La temporada 2013-14 va fitxar pel València CF, amb qui fou finalista de la Copa. Tot i plantejar-se jugar a l'estranger després de la seua etapa a l'equip merengot, finalment va tornar al CE Sabadell de la Segona Divisió la temporada 2015-16. Dos anys més tard, va tornar a jugar al RCD Espanyol. Al final de la temporada 2019-20 va ser acomiadada del club per motius esportius. Tanmateix, aquest fet va crear polèmica ja que la portera catalana va patir a la pretemporada una lesió greu a les mans, impossibilitant-li la pràctica del futbol. Internacional amb la selecció espanyola entre 2011 i 2013, va participar en l'Eurocopa de futbol de 2013.

## Palmarès
Clubs
- 1 Lliga espanyola de futbol femenina: 2007-08
- 4 Copes espanyoles de futbol femenina: 2003, 2007, 2010 i 2012